# Barbara O'Brien
Barbara O'Brien, född 18 april 1950 i Brawley, Kalifornien, är en amerikansk demokratisk politiker. Hon var viceguvernör i delstaten Colorado 2007–2011.
O'Brien utexaminerades 1972 från University of California, Los Angeles. Hon avlade 1981 sin doktorsexamen i engelska vid Columbia University. Hon har bott i Colorado sedan 1982.
O'Brien arbetade som talskrivare och rådgivare åt guvernör Richard Lamm. Hon arbetade sedan vid University of Colorado Denver och var därefter länge verksam som medborgaraktivist. Hon efterträdde 2007 Jane E. Norton som viceguvernör.
Hon är gift med Richard O'Brien och har två barn.